# Manon de Boer
Manon de Boer (1966, Kodaikanal, India) is een Nederlandse videokunstenaar. Ze studeerde aan de Willem de Kooning Academie in Rotterdam en aan de Rijksacademie in Amsterdam. Sinds 2006 maakt de Boer deel uit van het Brussels productie en distributieplatform Auguste Orts. Van dit platform was ze ook de mede-oprichter. Ze woont en werkt in Brussel.
De ervaring van tijd doordringt het werk van Manon de Boer. Dit is een uitgebreide ervaring van tijd, stevig verankerd in de omstandigheden van creatie, die onophoudelijk een heden en aanwezigheid produceert en zich verzet tegen een normatief, functioneel en productief concept van tijd. Manon de Boer werkt voornamelijk binnen het audiovisuele domein. Naast haar films werkt ze in toenemende mate met sculptuur, installatie en in 2021 maakte ze samen met Latifa Laâbissi een performance, Ghost Party (1).
Haar werk is onder meer geëxposeerd op de biënnale van Venetië (2007), Berlijnse biënnale (2008), Biënnale van São Paulo (2010), Documenta in Kassel (2012), Biënnale van Tapei (2016); en is het onderwerp geweest van monografische tentoonstelling bij Witte de With in Rotterdam (2008), Frankfurter Kunstverein (2008), South London Gallery (2010), Contemporary Art Museum of St Louis (2011), Museum of Art Philadelphia (2012), Van Abbe Museum in Eindhoven (2013), Secession Vienna (2016), Gulbenkian Museum Lisbon (2020), Museum Dhondt-Dhaenens in Gent (2022) en Kunstmuseum St.Gallen (2022); en vertoond op diverse internationale filmfestivals in Hong Kong, Marseille, Rotterdam en Wenen.

## Filmografie
- Ghost Party (2) (2022)
- Persona (2022)
- Oumi. From nothing to something to something else, part 3 (2019)
- Caco, João, Mava and Rebecca. From nothing to something to something else, part 2 (2019)
- Bella, Maia and Nick. From nothing to something to something else, part 1 (2018)
- An Experiment in Leisure (2016 - 2019)
- Je kunt nooit volledig zijn (2016)
- The Untroubled Mind (2016)
- On a Warm Day in July (2016, installation)
- Maud Capturing the Light 'On a Clear Day'(2015, installation)
- Laurien, March 1996 - Laurien, September 2001 - Laurien, October 2007 - Laurien, July 2015 (2015)
- Sequenza (2014, co-dir)
- one, two, many (2012)
- Think About Wood, Think About Metal (2011)
- Dissonant (2010)
- Two Times 4'33 (2008)
- Villes saisies/Captured Cities (2007)
- Presto, Perfect Sound (2006)
- Resonating Surfaces (2005)
- SylviaKristel - Paris (2003)
- Hollywood Hills (2001)
- Sylvia, March 1, 2001)
- Laurien, September 2001 (2001)
- Robert, October 2001 (2001)
- Recalling Names and Places (1999)
- Shift of Attention (1999)
- The Monologues (1997)
- Laurien, March 1996 (1996)
- Robert, June 1996 (1996)

## tentoonstellingen
https://augusteorts.be/about/manon-de-boer
- Bibliothèque nationale de France: cb155427019 (data)
- Gemeinsame Normdatei: 136060293
- International Standard Name Identifier: 0000 0000 7880 2055
- Library of Congress Control Number: nb2008017379
- Nederlandse Thesaurus van Auteursnamen: 311442978
- RKD-Nederlands Instituut voor Kunstgeschiedenis: 9744
- Système universitaire de documentation: 129547417
- Union List of Artist Names: 500384450
- Virtual International Authority File: 38909118
- WorldCat: E39PBJqk3RGJfwThb8HwMYtdwC